# Antoine van Versendaal

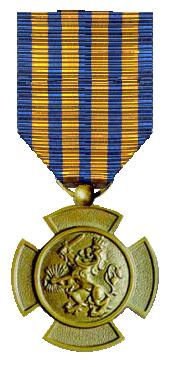
Bronzen Leeuw

Luitenant-ter-zee der 1e klasse Antoine Catharinus van Versendaal (Amersfoort, 19 juni 1904 - Bunyu, 12 januari 1942) was commandant van de mijnenlegger Hr.Ms. Prins van Oranje. 
Het schip had in december 1941 en januari 1942 een mijnenveld bij Tarakan van zo'n 110 mijnen gelegd. Nadat de Japanse vloot Tarakan had bereikt, probeerde de mijnenlegger uit te breken naar Soerabaja. 12 januari 1942 om 21.57 uur werd het schip echter ontdekt en de Japanse torpedobootjager Yamakaze en patrouilleboot 38 voeren naar het schip. Om 23.22 uur werd het op zo'n 2 kilometer afstand door hen in de schijnwerpers gezet en onder vuur genomen. Inkomend vuur ging over de jager en de patrouilleboot heen. Om 23.22 zonk de mijnenlegger, ten zuiden van het eiland Bunyu in de Celebeszee 

## Onderscheidingen
- De Bronzen Leeuw, KB nr.67 van 8 oktober 1948 (postuum toegekend).[3][4]